# شرمة (حضرموت)
شرمه هي إحدى قرى الجمهورية اليمنية. تتبع جغرافيا لمحافظة حضرموت و إداريًا لمديرية سيئون. يبلغ تعداد سكانها 1582 نسمة حسب الإحصاء الذي أجري عام 2004.